# Maike Nollen
Maike Nollen, född den 15 november 1977 i Berlin, Tyskland, är en tysk kanotist.
Hon tog OS-guld i K-4 500 meter i samband med de olympiska kanottävlingarna 2004 i Aten.